# Edward Kerling
Edward John Kerling (12 de junio de 1909 – 8 de agosto de 1942) fue un espía y saboteador para Alemania nazi y el líder de la Operación Pastorius durante la Segunda Guerra Mundial.

## Primeros años
Nacido en Biebrich, Wiesbaden, Kerling era hijo de Kasper y Walberoa Kerling. Su padre, Kasper, fue veterano del Ejército Imperial Alemán durante la Primera Guerra Mundial. Kerling estudió ingeniería en la University of Freiburg. Se unió al Partido Nazi en 1928. Después de dejar la escuela, se trasladó a los Estados Unidos y durante varios años trabajó en diversos empleos. Kerling se casó con Marie Sighard, una emigrante alemana, en Nueva York en 1931. Ambos viajaban frecuentemente a Alemania para visitar a sus familias. Para el momento de la Operación Pastorius, la pareja estaba separada y cada uno tenía otras relaciones. Kerling se unió al German American Bund en la década de 1930.

## Segunda Guerra Mundial
En el verano de 1940, Kerling regresó nuevamente a Alemania en busca de trabajo. Obtuvo un puesto dentro de la Wehrmacht traduciendo transmisiones en inglés al alemán. Fue enviado a Francia durante el proyecto y regresó a Berlín después de tres meses. Al regresar, Kerling fue asignado al Ministerio del Reich para la Ilustración Pública y Propaganda para gestionar teatros alemanes. Permaneció en el Ministerio de Propaganda durante los siguientes dos años hasta que Walter Kappe le ofreció la oportunidad de regresar a los Estados Unidos en una misión militar. Kerling aceptó la oferta después de un corto período y pasó las siguientes semanas entrenando y conociendo a otros miembros de la misión. Durante este periodo pasó mucho tiempo con sus padres.

### Operación Pastorius
Operación Pastorius consistió en 12 alemanes que hablaban inglés con fluidez. Fueron entrenados como agentes secretos en la Escuela de Sabotaje Brandenburg. Tras graduarse, fueron enviados a los Estados Unidos a través de U-boot con el objetivo de dañar la infraestructura e industrias vitales para el esfuerzo de guerra estadounidense. El grupo de Kerling desembarcó en Ponte Vedra Beach, Florida, el 17 de junio de 1942.
Kerling fue arrestado por el FBI el 23 de junio de 1942. Se reveló que dos miembros del otro grupo, George Dasch y Ernest Peter Burger, traicionaron toda la operación y alertaron a las autoridades federales sobre sus intenciones.

## Juicio y muerte
Kerling y los otros siete involucrados fueron llevados a Washington D. C., donde enfrentaron un tribunal militar. Todos fueron condenados por espionaje y, aunque aún no habían llevado a cabo ningún sabotaje, seis —incluido Kerling— fueron condenados a muerte. Dasch y Burger recibieron largas condenas de prisión que eventualmente se conmutaron por deportación después de la guerra.
Kerling y los otros cinco restantes —Herbert Hans Haupt, Henry Harm Heinck, Hermann Otto Neubauer, Richard Quirin y Werner Thiel— fueron ejecutados el 8 de agosto de 1942 en la silla eléctrica del Distrito de Columbia. Fue la mayor ejecución masiva por electrocución jamás llevada a cabo en la cárcel. Kerling y los demás fueron enterrados en el Campo de Potter en Blue Plains. Originalmente, sus tumbas estaban marcadas con tablas con números hasta que una organización germanoamericana colocó un pequeño monumento conmemorativo de sus vidas.

Antes de su ejecución, Kerling escribió una última carta a su esposa:
"Marie, mi esposa—¡Estoy contigo hasta el último minuto! ¡Esto me ayudará a soportarlo como alemán! Incluso el cielo allá afuera está oscuro. Está lloviendo. Nuestras tumbas están lejos de casa, pero no olvidadas. ¡Marie, hasta que nos encontremos en un mundo mejor! Que Dios esté contigo. Mi amor para ti, mi corazón para mi país. ¡Heil Hitler! Tu Ed, siempre."

## Otras enjuiciamientos
Cuatro personas fueron arrestadas por asociarse con Kerling con relación al complot: su amigo Helmut Leiner, su novia Hedwig Engemann, su esposa separada Marie Sighard y el novio de Marie, Ernest Herman Kerkhof.
Leiner fue acusado de traición por cambiar dos billetes de 50 dólares para Kerling. Fue absuelto porque no era ciudadano estadounidense, pero fue internado inmediatamente después. En 1943, Leiner se declaró culpable de tres cargos de comercio con el enemigo y fue condenado a 18 años de prisión. Fue puesto en libertad condicional en 1954. Engemann también fue sospechosa de cambiar dinero por Kerling, pero solo había suficiente evidencia para acusarla de ocultación de traición. El cargo fue por tener conocimiento sobre el comercio de Leiner y no intervenir. Engemann se declaró culpable y fue condenada a tres años de prisión. Fue liberada bajo libertad condicional en abril de 1945.
Aunque ambos estuvieron internados durante el resto de la guerra, ni Sighard ni Kerkhof fueron acusados debido a la falta de evidencia. Aunque ambos eran miembros del German American Bund, no hubo otras pruebas contra Kerkhof y la única evidencia contra Sighard era que Leiner había intentado organizar una reunión entre ella y Kerling.